# 児玉宜久
児玉 宜久（こだま よしひさ、1961年10月9日 - ）は東京都出身の映画監督である。

## 略歴
東京工学院専門学校映画芸術科卒。石原プロ作品『西部警察』『もっとあぶない刑事』『ゴリラ警視庁捜査第8班』等に助監督として参加、以後フリー助監督として数々のテレビドラマ、映画等に携わる。93年に自らの企画脚本で、カーアクションVシネマ『バトルチェイス特別交通機動隊』で監督デビュー。Vシネマを監督しながら、助監督の仕事を続けつつ、2004年に2時間ドラマを初監督。2010年に映画を初監督。以後、ドラマや映画を中心に、活動を続けている。
最新作は、映画「おしょりん」。

## 作品

### 映画
- 2010年『いつもより素敵な夜に』レジェンドピクチャーズ
- 2012年『妻の恋人』レジェンドピクチャーズ
- 2018年『えちてつ物語』 ギャガ
- 2023年『Love song』レジェンドピクチャーズ
- 2023年『おしょりん』KADOKAWA

### テレビ
- 2004年『刑務所の医者　若宮冴子』テレビ東京・大映テレビ
- 2005年『検察審査会』TBS・大映テレビ
- 2005年 『十津川警部夫人の旅情殺人推理3』 フジテレビ・PDS
- 2005年『瀬戸内しまなみ海道殺人海流』テレビ朝日・フューチャープラネット
- 2006年〜 『監察医 篠宮葉月 死体は語る』シリーズ テレビ東京・角川映画
- 2006年 『警視庁捜査一課9係』テレビ朝日・東映
- 2006年〜 『離婚妻探偵』シリーズ TBS・大映テレビ
- 2007年〜『ショカツの女』シリーズ 朝日放送・大映テレビ
- 2007年 『猪熊夫婦の駐在日誌4』 テレビ東京・角川映画
- 2008年 『失踪調査人 港亮介』 朝日放送・東阪企画
- 2009年『サギ師リリ子』テレビ東京・角川映画
- 2010年 『テネシーワルツ』テレビ東京・角川映画
- 2010年〜 『警視庁機動捜査隊216』シリーズ　TBS・ユニオン映画
- 2011年〜 『温泉若おかみの殺人推理』シリーズ　テレビ朝日・大映テレビ
- 2011年〜 『捜査指揮官水城さや』シリーズ　TBS・ユニオン映画
- 2012年〜 『ヤバい検事　矢場健』シリーズ　フジテレビ・ユニオン映画
- 2012年〜 『北海道警事件ファイル警部補五条聖子』シリーズ　テレビ東京・アズバーズ
- 2012年〜 『浅草下町交番子連れ巡査の捜査日誌』シリーズ　テレビ東京・松竹
- 2013年  『黄金のバンタムを破った男』フジテレビ・角川映画
- 2014年 『警視庁総務部縁結び課　桜井はなの事件ファイル』 フジテレビ・大映テレビ
- 2014年〜 『トカゲの女』シリーズ　テレビ東京・ユニオン映画
- 2015年〜  『ハガネの警察医』シリーズ　テレビ東京・TSP
- 2015年〜『釣りバカ日誌　新入社員浜崎伝助』テレビ東京・松竹
- 2015年 『軽井沢駐在犬日誌』テレビ東京・松竹
- 2016年『乃南アサ  鎖』テレビ東京・ユニオン映画
- 2017年〜 『はぐれ署長の殺人急行』シリーズTBS・大映テレビ
- 2018年〜 『警視庁強行犯　樋口顕』シリーズ　テレビ東京・ユニオン映画
- 2019年 『科捜研の女19』 テレビ朝日・東映
- 2020年 『越境捜査』 テレビ東京・ユニオン映画
- 2020年 『機捜235』 テレビ東京・ユニオン映画
- 2020年 『ドクター彦次郎5』 テレビ朝日・東映
- 2022年 『ホテルマン 東堂克生の事件ファイル 八ヶ岳リゾート殺人事件』 BS-TBS・ジャンゴフィルム

### ビデオ
- 1993年『特別交通機動隊バトルチェイス』バップ
- 1993年『特交機　PC110』バップ
- 1996年『ときめきアフタースクール』東映ビデオ
- 1996年『ときめきアフタースクール2』東映ビデオ

### VP
- 国税庁職員研修用ビデオ『監察官非行ファイル』

### 脚本
- 『私鉄沿線97分署』第78話、85話　テレビ朝日・国際放映
- 『ニュータウン仮分署』第11話　テレビ朝日・国際放映
- 『もっとあぶない刑事』第22話　日本テレビ・セントラル・アーツ
- 『代表取締役刑事』第35話　テレビ朝日・石原プロモーション
- 『ウルトラマンティガ』第12話　毎日放送・円谷プロダクション
- 『監察医　篠宮葉月　死体は語る2・6・9』 テレビ東京・角川映画

### その他の仕事
- フジフイルムイヤーアルバム　ウェイティングムービー

### 舞台演出
- レッドスネーク・カモン！！　2019年9月・築地ブティストホール　2019年10月・三越劇場